# Bayport (Florida)
Bayport és una concentració de població designada pel cens dels Estats Units a l'estat de Florida. Segons el cens del 2000 tenia 36 habitants.

## Demografia
Segons el cens del 2000, Bayport tenia 36 habitants, 16 habitatges, i 10 famílies. La densitat de població era de 21,1 habitants per km².
Dels 16 habitatges en un 37,5% hi vivien nens de menys de 18 anys, en un 56,3% hi vivien parelles casades, en un 6,3% dones solteres, i en un 37,5% no eren unitats familiars. En el 18,8% dels habitatges hi vivien persones soles el 18,8% de les quals corresponia a persones de 65 anys o més que vivien soles. El nombre mitjà de persones vivint en cada habitatge era de 2,25 i el nombre mitjà de persones que vivien en cada família era de 2,6.
Per edats la població es repartia de la següent manera: un 19,4% tenia menys de 18 anys, un 0% entre 18 i 24, un 27,8% entre 25 i 44, un 44,4% de 45 a 60 i un 8,3% 65 anys o més.
L'edat mediana era de 46 anys. Per cada 100 dones de 18 o més anys hi havia 93,3 homes.
La renda mediana per habitatge era de 30.250 $ i la renda mediana per família de 31.750 $. Els homes tenien una renda mediana de 0 $ mentre que les dones 16.250 $. La renda per capita de la població era d'11.396 $. Cap de les famílies i el 25% de la població estaven per davall del llindar de pobresa.

## Poblacions més properes
El següent diagrama mostra les poblacions més properes.